# Noel Seka
Noel Seka (Allahé, 3 de setembre, 1984) és un futbolista beninès.
És internacional amb la selecció de Benín, amb la qual disputà la Copa d'Àfrica de Nacions 2008. Pel que fa a clubs, els seus inicis foren al Requins de l'Atlantique de Cotonou, fitxant més tard per l'US Créteil-Lusitanos francès i el FC Fyn danès.